# روان بركات
روان محمد نبيل بركات، رائدة أعمال أردنية كفيفة. عرفت بعملها على توفير خدمة للاطفال كفيفي البصر من خلال إطلاق مؤسسة رنين والتي افتتحت نحو 150 مكتبة صوتية في مدارس عدة، تضمنت قصصا لاهم المؤلفين العرب، رواها أكثر من 20 الف طالب وطالبة من الاردن والامارات العربية المتحدة بينهم 350 طفل كفيف. كما عملت مؤسسة «رنين» على تدريب أكثر من ستمائة معلم ومعلمة.
فضلا عن ادارتها للمؤسسة، تعمل روان بركات كمدربة دراما للمعلمين والأطفال.

## سيرة حياتها وعملها
ولدت روان في عمان، الأردن.تطوعت في برلمان الأطفال الأردنيين في الحادية عشرة من عمرها كما شاركت في مؤتمرات عدة في مجالات حقوق الإنسان والطفل فضلا عن تمثيل بلادها في مختلف أنحاء العالم. حصلت روان بركات على بكالوريوس في الفنون المسرحية من الجامعة الأردنية، وتعتبر روان أول كفيفة تدرس هذا التخصص. اكملت حلمها في مركز الفنون الادائية وانهت المستوى الثالث في المسرح.
أطلقت مشروعها، مؤسسة رنين بعد مشاركتها بملتقى شبابي عام 2005، حيث طرحت فكرة إلى إيجاد مرجعية صوتية تنمّي مهارات الاستماع لدى الأطفال وتخاطب المبصرين والمكفوفين على حد سواء. وهي تتعاون مع وزارة التربية والتعليم وجهات رسمية ومجتمعية في الأردن. حاليا، برنامجها يتواجد في المدارس الحكومية والخاصة، بالتعاون مبادرة «مدرستي» التعليمية التي تقودها الملكة رانيا العبد الله، وصندوق الملك عبد الله للتنمية، والمركز الوطني للثقافة والفنون بمؤسسة الملك حسين، ومؤسسة عبد الحميد شومان الثقافية، و«الأونروا». وهي مُرشّحة لجائزة «صنّاع الأمل» كما وقعت مع مؤسسة عبدالحميد شومان، اتفاقية دعم لمؤسسة «رنين»، وذلك بهدف دعم نشاطات وبرامج الأسبوع الوطني للقصة المسموعة.
بدأت روان بتنفيذ فكرة «رنين» بجهود شخصية عام 2005، هي وفريق تطوعي، وتم تسجيل 13 قصة تجريبية بأسلوب درامي بدون ميزانية، وتم عرض هذه القصص على 300 طفل وطفلة بمدارس مختلفة.

## الجوائز
حصلت على جائزة الملك عبد الله الثاني للإنجاز والإبداع الشبابي عام 2009. وفي عام 2011 حصلت على جائزة (سينارجوس) للمبدع الاجتماعي، ثم فازت عام 2013 «بجائزة الشيخة فاطمة بنت مبارك للشباب العربي الدولية» عن فئة مؤسسة رائدة وداعمة للشباب بين (12-18). وفي 25 مايو 2015 منحها الملك عبدالله الثاني وسام الحسين للعطاء المميز من الدرجة الثانية. وكانت روان قد حصلت جائزة «تكريم» للابتكار في مجال التعليم في نسختها السادسة من خلال مبادرة «تكريم».

## وصلات خارجية
- اسبوع رنين للقصة المسموعة مع رئيسة مؤسسة رنين روان بركات - حديث اليوم (14/4/2018) فيديو
- روان بركات - 100 امرأة بي بي سي، مشروع 100 امرأة. فيديو